# Sewell Collins
Sewell Collins est un réalisateur et scénariste britannique mort le 15 février 1934.

## Filmographie
Comme réalisateur
- 1930 : The Night Porter
- 1930 : The Message
- 1931 : Bracelets

Comme scénariste
- 1929 : The Devil's Maze de Gareth Gundrey
- 1930 : The Night Porter de lui-même
- 1930 : The Message de lui-même
- 1931 : Bracelets de lui-même
- 1931 : A Gentleman of Paris (en) de Sinclair Hill
- 1933 : Anne One Hundred de Henry Edwards
- 1934 : The Lash de Henry Edwards
- 1934 : Nine Forty-Five de George King